# ビクターザウィナー
ビクターザウィナー（Victor The Winner）は、オーストラリア生産・香港調教の競走馬である。主な勝ち鞍は2024年のセンテナリースプリントカップ。

## 戦績

### 4歳（2022/2023年シーズン）
2022年9月11日に沙田競馬場のハンデ戦でマーシュー・プーンを鞍上にデビューを果たし初勝利を挙げる。
続いて10月23日のハンデ戦に出走するが4着。11月20日のハンデ戦ではジェームズ・マクドナルドを背に2勝目を挙げた。その後は12月11日のハンデ戦に出走するも7着に敗れた。
翌年1月24日のハンデ戦をヒュー・ボウマンと組んで勝利。3月19日のハンデ戦はザック・パートンと共に連勝。4月15日のハンデ戦も勝利して3連勝とした。
その後は6月4日のシャティンヴァーズ(G3)に出走して軽ハンデを活かして先行からの粘り込みを図るもラッキースワイニーズから1馬身1/4差の2着に敗れた。

### 5歳（2023/2024年シーズン）
9月10日のハンデ戦から始動して勝利。続いて10月22日のプレミアボウル(G2)に出走するが5着。11月19日のジョッキークラブスプリント(G2)では2番人気に支持され、逃げ込みを図るもラッキースワイニーズにゴール寸前でクビ差交わされて2着に敗れた。その後は12月10日の香港スプリント(G1)ではラッキースワイニーズの4着となった。
1月28日のセンテナリースプリントカップ(G1)ではカーチュン・リョンを背に7番人気で出走。好発馬を決めると一気にハナを奪って後続を牽引。道中も抜群の手応えでそのまま直線を迎える。残り300mで鞍上が追い出し、そのまま後続との間隔を保ったまま鮮やかに逃げ切り。2着のラッキーヴィズユーに1馬身3/4差を付けてG1初制覇を果たした。
その後は高松宮記念(GI)に挑戦。出走するために3月12日に来日した。迎えた3月24日の高松宮記念は果敢にハナを取り粘ったが、マッドクール、ナムラクレアに交わされ3馬身差の3着に敗れた。

## 血統表
| ビクターザウィナーの血統 | ビクターザウィナーの血統                                                        | ビクターザウィナーの血統                                                        | （血統表の出典）                                                                | （血統表の出典） |
| 父系                     | サドラーズウェルズ系                                                            | サドラーズウェルズ系                                                            | サドラーズウェルズ系                                                            | [ § 2 ]          |
| 父 Toronado 鹿毛 2010    | 父の父High Chaparral 鹿毛 1999                                                  | Sadler's Wells                                                                  | Northern Dancer                                                                 | Northern Dancer  |
| 父 Toronado 鹿毛 2010    | 父の父High Chaparral 鹿毛 1999                                                  | Sadler's Wells                                                                  | Fairy Bridge                                                                    |                  |
| 父 Toronado 鹿毛 2010    | 父の父High Chaparral 鹿毛 1999                                                  | Kasora                                                                          | Darshaan                                                                        | Darshaan         |
| 父 Toronado 鹿毛 2010    | 父の父High Chaparral 鹿毛 1999                                                  | Kasora                                                                          | Kozana                                                                          |                  |
| 父 Toronado 鹿毛 2010    | 父の母Wana Doo 鹿毛 2000                                                        | Grand Slam                                                                      | Gone West                                                                       | Gone West        |
| 父 Toronado 鹿毛 2010    | 父の母Wana Doo 鹿毛 2000                                                        | Grand Slam                                                                      | Bright Candles                                                                  |                  |
| 父 Toronado 鹿毛 2010    | 父の母Wana Doo 鹿毛 2000                                                        | Wedding Gift                                                                    | Always Fair                                                                     | Always Fair      |
| 父 Toronado 鹿毛 2010    | 父の母Wana Doo 鹿毛 2000                                                        | Wedding Gift                                                                    | Such Style                                                                      |                  |
| 母 Noetic 黒鹿毛 2007    | 母の父Cape Cross 黒鹿毛 1994                                                    | Green Desert                                                                    | Danzig                                                                          | Danzig           |
| 母 Noetic 黒鹿毛 2007    | 母の父Cape Cross 黒鹿毛 1994                                                    | Green Desert                                                                    | Foreign Courier                                                                 |                  |
| 母 Noetic 黒鹿毛 2007    | 母の父Cape Cross 黒鹿毛 1994                                                    | Park Appeal                                                                     | Ahonoora                                                                        | Ahonoora         |
| 母 Noetic 黒鹿毛 2007    | 母の父Cape Cross 黒鹿毛 1994                                                    | Park Appeal                                                                     | Balidaress                                                                      |                  |
| 母 Noetic 黒鹿毛 2007    | 母の母Dancing Starlight 鹿毛 2001                                               | Atticus                                                                         | Nureyev                                                                         | Nureyev          |
| 母 Noetic 黒鹿毛 2007    | 母の母Dancing Starlight 鹿毛 2001                                               | Atticus                                                                         | Athyka                                                                          |                  |
| 母 Noetic 黒鹿毛 2007    | 母の母Dancing Starlight 鹿毛 2001                                               | Night and Dreams                                                                | Fappiano                                                                        | Fappiano         |
| 母 Noetic 黒鹿毛 2007    | 母の母Dancing Starlight 鹿毛 2001                                               | Night and Dreams                                                                | Big Dreams                                                                      |                  |
| 母系(F-No.)              | Sedbury Royal Mare(FN:13)                                                       | Sedbury Royal Mare(FN:13)                                                       | Sedbury Royal Mare(FN:13)                                                       | [ § 3 ]          |
| 5代内の近親交配          | Northern Dancer：S4×M5×M5, Danzig：M4×S5, Special：S5×M5, Mr. Prospector：S5×M5 | Northern Dancer：S4×M5×M5, Danzig：M4×S5, Special：S5×M5, Mr. Prospector：S5×M5 | Northern Dancer：S4×M5×M5, Danzig：M4×S5, Special：S5×M5, Mr. Prospector：S5×M5 | [ § 4 ]          |
| 出典                     | 1. 2. 3. 4.                                                                     | 1. 2. 3. 4.                                                                     | 1. 2. 3. 4.                                                                     | 1. 2. 3. 4.      |